# Louis Duchanoy
Louis Duchanoy, né à Paris le 6 août 1781 et mort à Vichy (Allier) le 29 juillet 1847, est un Ingénieur des ponts et chaussées français. Il est le fils unique de Claude François Duchanoy, docteur régent de la Faculté de médecine de Paris, administrateur des hospices civils de la ville de Paris, et de Louise Victoire Roucel.

## Biographie

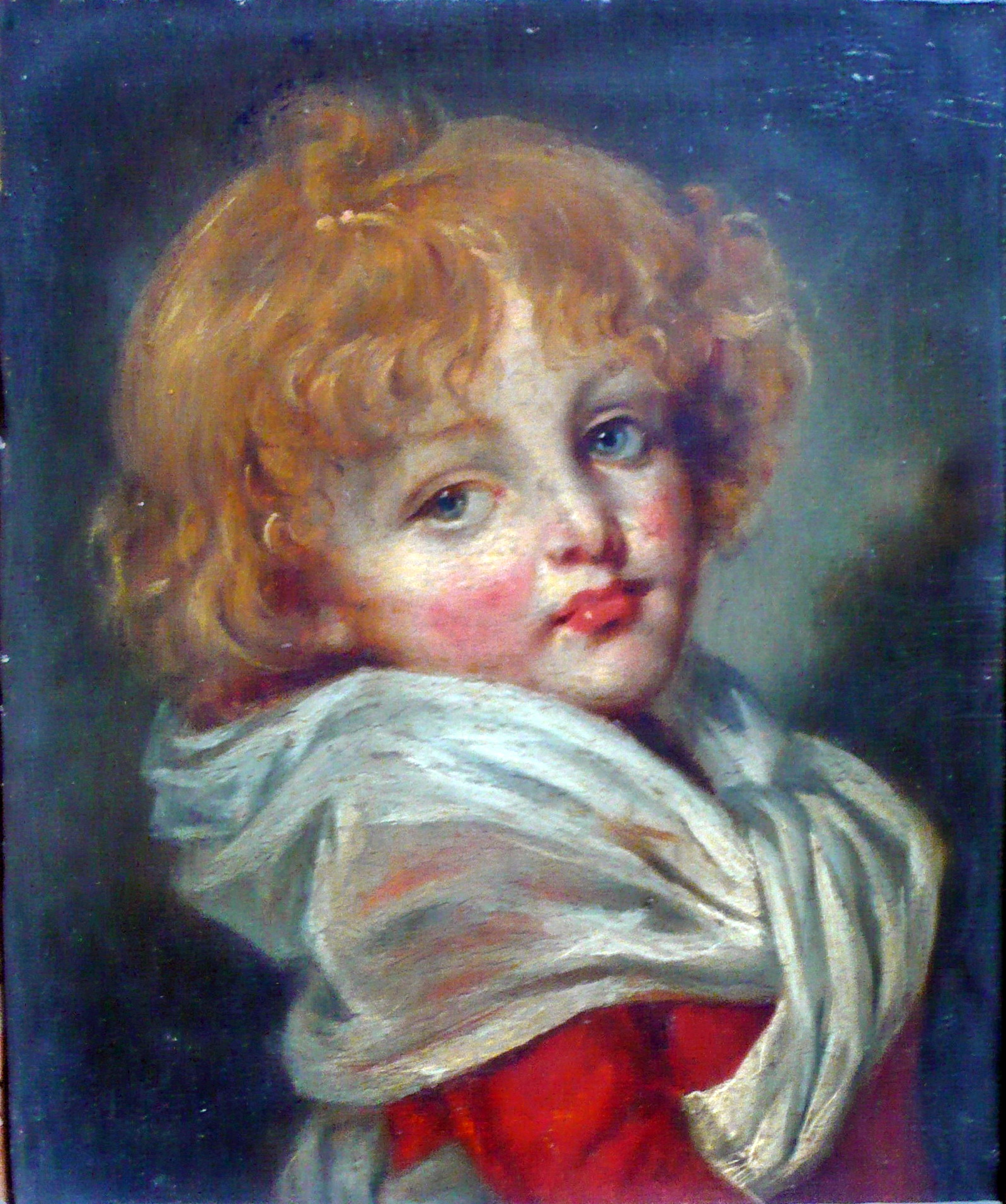
Louis Duchanoy vers 3 ans

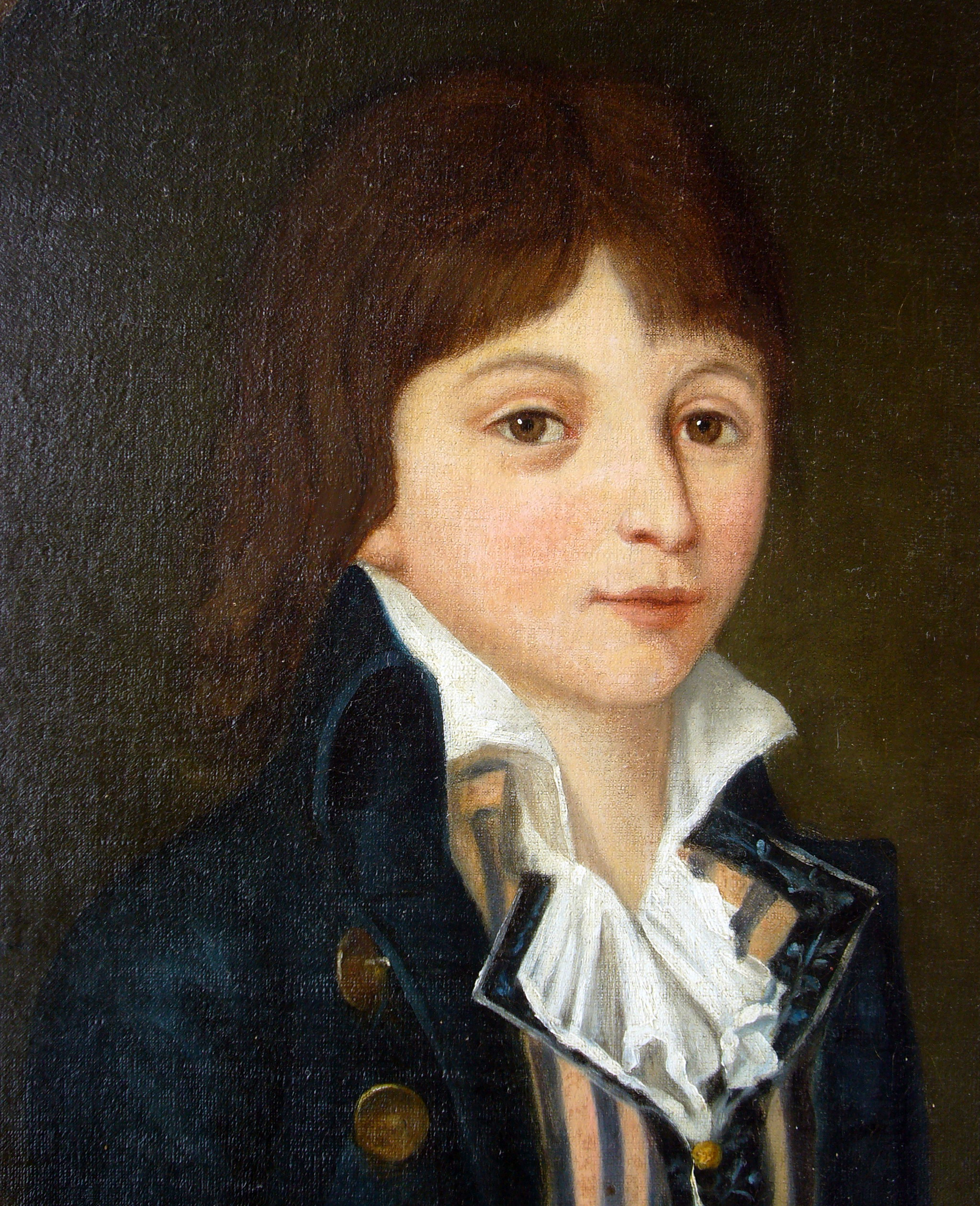
Louis Duchanoy à 16 ans

### L'Expédition d'Égypte
Parti de Paris, le 16 avril 1798, sur réquisition du ministre de l'Intérieur, il embarque à Toulon le 19 mai 1798 sur le Conquérant.
Il est après Jacques Antoine Viard le plus jeune membre de la Commission des sciences et des arts, puisqu'il n'a que seize ans à son arrivée à Alexandrie, où il débarque le 4 juillet 1798.
Il préparait le concours d'entrée à l'École polytechnique, mais sur certaines listes de la Commission il est inscrit comme zoologiste.
À son arrivée en Égypte, il est occupé à lever les plans d'Alexandrie.
Il passe un examen au Caire, devant un jury présidé par Gaspard Monge, et il est nommé ingénieur ordinaire des Ponts et Chaussées par Bonaparte, le 27 novembre 1798.
Du 22 au 27 janvier 1799, il part du Caire sous les ordres du général Andréossy, pour explorer la région des « lacs de Natron », ainsi nommés d'après le sel qu'on y recueille, et la Vallée du Fleuve sans Eau : on avait cru reconnaitre des traces du Nil dans cette vallée d'après les récits de quelques voyageurs.
Dans la Description de l'Égypte, figure le seul dessin signé par Duchanoy, et cosigné par Redouté, des lacs de Natron.
Le 19 mars 1799, il part du Caire pour la Haute-Égypte, sous la conduite de Girard, accompagné de Descotils, Rozière, Dupuis, ingénieurs des mines, Jollois, Villiers du Terrage, Dubois-Aimé, ingénieurs des Ponts et Chaussées, Castex, sculpteur. Leur mission est de prendre des renseignements sur le commerce, l'agriculture, l'histoire naturelle, les arts et les antiquités, et surtout pour examiner le régime du Nil, depuis la première cataracte, et étudier le système d'irrigation.
Au cours de cette expédition, ils découvrent et étudient le nilomètre de l'île Éléphantine (en face d'Assouan), signalé par Strabon. Ce nilomètre était un puits en pierres, sur la rive du Nil, dont la paroi était gravée pour suivre les différentes crues. Les marques gravées étaient distantes d'une coudée. Duchanoy aide à calculer la longueur de la coudée : 0,527 mètre.
Il communique à Girard ses calculs de débit des machines servant aux paysans à irriguer les terres.
En juillet, il rejoint Villiers du Terrage à Thèbes et aide à lever et décrire les plans des monuments.
Il est de retour au Caire à la mi-septembre.
Le 1er vendémiaire an VIII (23 septembre 1799), Duchanoy est nommé ingénieur ordinaire de 3e classe par le général Kléber. L'Armée d'Orient fêtait pour la seconde fois qu'elle était en Égypte, le jour de l'an de l'ère Républicaine.
Le Père reprit les opérations interrompues pendant la Campagne de Syrie. Il quitte Le Caire le 29 septembre 1799 pour une deuxième campagne de nivellement. Le nivellement des lacs Amers au Mouqfar, sur 51 km de longueur, est effectué par les ingénieurs Fèvre, Dubois-Aymé, Favier et Duchanoy, en présence de Le Père, du 8 au 12 octobre.
Lors de leur séjour à Suez, Girard, assisté de Devilliers et Duchanoy, relève une ligne de sondes pour aider au mouillage des bâtiments dans la rade.
Le Père part du Caire le 14 novembre 1799 pour une troisième campagne de nivellement. Il remonte du milieu de l'isthme de Suez, tandis que Duchanoy et ses collègues remontent vers Le Caire. Le nivellement de Mouqfar au Caire, sur 99 km de longueur, est effectué par les ingénieurs Fèvre, Devilliers, Duchanoy et Alibert, du 17 novembre au 6 décembre.
Vers le milieu de décembre, les opérations de nivellement sont terminées.
« Malgré leur zèle... privés des niveaux à bulle d'air et à lunettes détruits pendant la première révolte du Caire, ils ont dû parfois faire vite et omettre certaines vérifications. De tout ceci, il résulte une erreur énorme, sur laquelle Le Père  a basé ses conclusions : il a cru pouvoir affirmer que le niveau de la mer Rouge était supérieur de 9 mètres 91 cm à celui de la Méditerranée, calcul que l'ouverture du canal par Lesseps montrera comme totalement faux : les deux mers sont sensiblement de même niveau ».
Le nivellement commandé en 1847 par Paulin Talabot et effectué par Bourdalouë rectifiera l'erreur de Le Père.
Le 6 avril 1801, la majeure partie des savants a quitté Le Caire. D'autres ont décidé d'y rester, avec Belliard. Parmi ceux-ci... il y a l'ingénieur en chef Girard et ses collègues des Ponts et Chaussées Moline de Saint-Yon, Duchanoy et Pottier.... En majorité, les «têtes raisonnables».
Girard est nommé commissaire du gouvernement auprès du Divan du Caire.
Les travaux relatifs à la mise en état de défense de la place et de la citadelle du Caire, comme l'avait demandé Girard, furent dirigés, de concert avec le commandant du génie Garbé, par Duchanoy qui était plus à même que tout autre de les activer, par l'emploi d'ateliers nombreux d'ouvriers du pays qu'il avait formés depuis longtemps pour l'exécution des travaux d'art très importants et relatifs au service des Ponts et Chaussées. Il put en réunir jusqu'à cinq cents par jour, indépendamment des soldats mis à sa disposition, ce qui lui permit de donner un grand développenet à ces travaux (exécutés la plupart devant l'ennemi) sur presque tous les points de l'enceinte de la ville et de la citadelle, pour mieux en imposer à l'armée Anglo-turque dans ces circonstances difficiles, où il fallait faire face de tous côtés à un ennemi si supérieur en nombre et aussi [pourvu] de tous les moyens d'attaque nécessaires. Une si importante opération contribua puissamment à nous faire obtenir de meilleures conditions de capitulation [le 27 juin 1801], dans l'impossibilité réelle où était le général de conserver plus longtemps la capitale.
Le 23 septembre 1801, il repart d'Alexandrie, et il est mis en quarantaine à son arrivée à Marseille, le 22 octobre.

### Carrière d'ingénieur
De retour en France, il est confirmé dans son grade d'ingénieur ordinaire des Ponts et Chaussées, par arrêté des Consuls du 28 avril 1802, puis il entre à l'École Nationale des Ponts et Chaussées pour y perfectionner son instruction le 10 mai 1802.
Le 24 février 1803, il est envoyé à Toulon pour servir aux travaux du port.
Le 23 mai 1804, il est nommé au canal de Saint-Quentin, canal devant relier le Bassin Parisien à la Belgique.
Le 14 mai 1806, Crétet, directeur général des Ponts et Chaussées, le nomme à Paris chargé des travaux du Louvre et de l'égout Fromenteau.
Le 5 mai 1806, il est nommé par M. le Conseiller d'État de Montalivet, directeur général des Ponts et Chaussées, ingénieur chargé de l'arrondissement du Sud, de la navigation en amont et à l'intérieur de Paris, des alignements de tous les objets de la grande voirie, et des travaux de construction du quai des Invalides, situé entre les ponts de la Concorde et d'Iéna
Il accomplit une œuvre considérable, chargé successivement de la construction du quai du Louvre, du port Saint-Nicolas, de la construction du quai de l'Archevêché, de l'achèvement du quai entre les ponts Saint-Michel et de Montebello, et entre les ponts de la Tournelle et Saint-Michel, et d'un projet de pont en face des Invalides. De 1806 à 1814, les travaux dont il a été chargé se sont élevés à près de cinq millions de francs.

### Vie privée et carrière politique

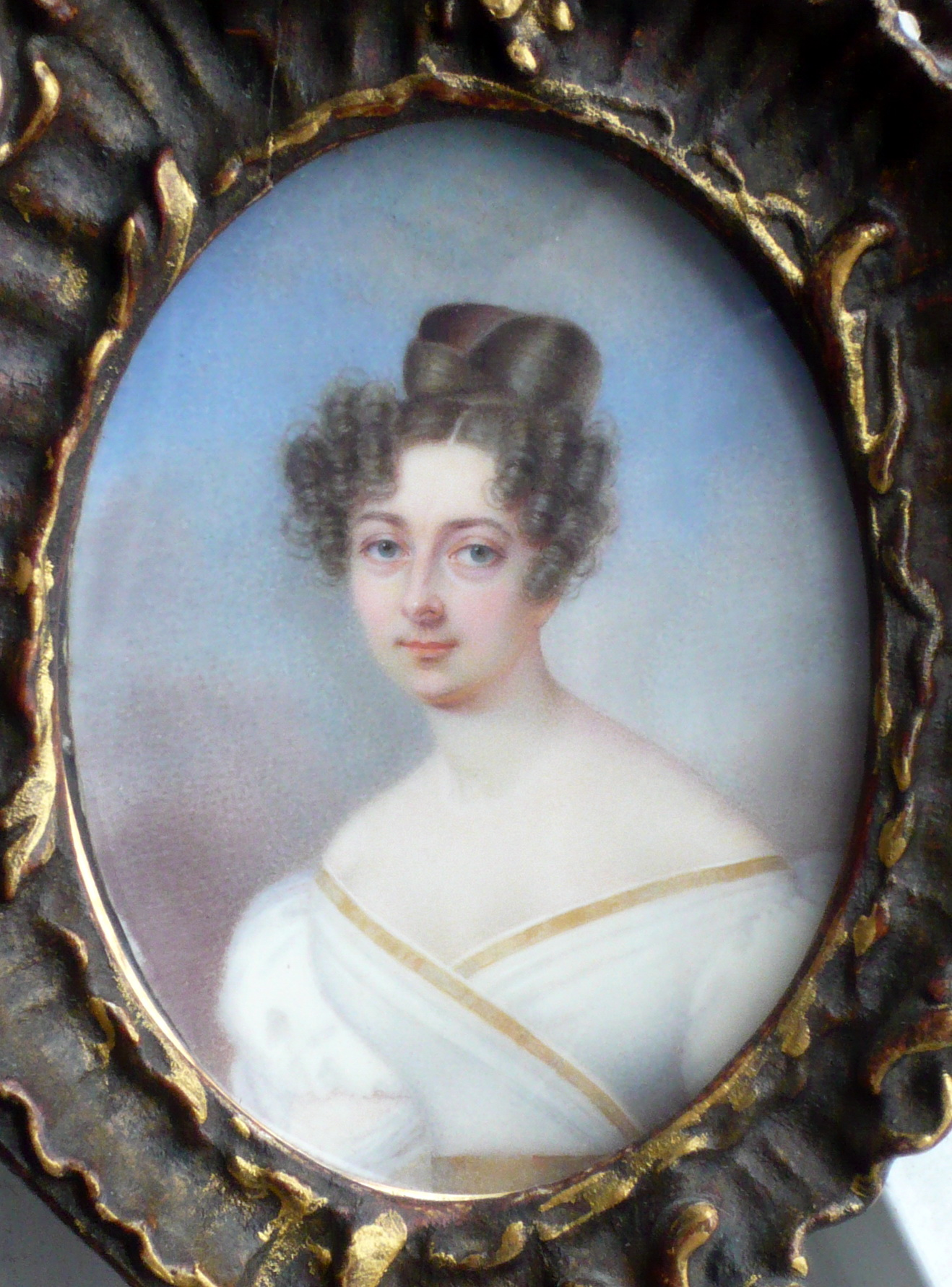
portrait miniature de Caroline Redon de Belleville

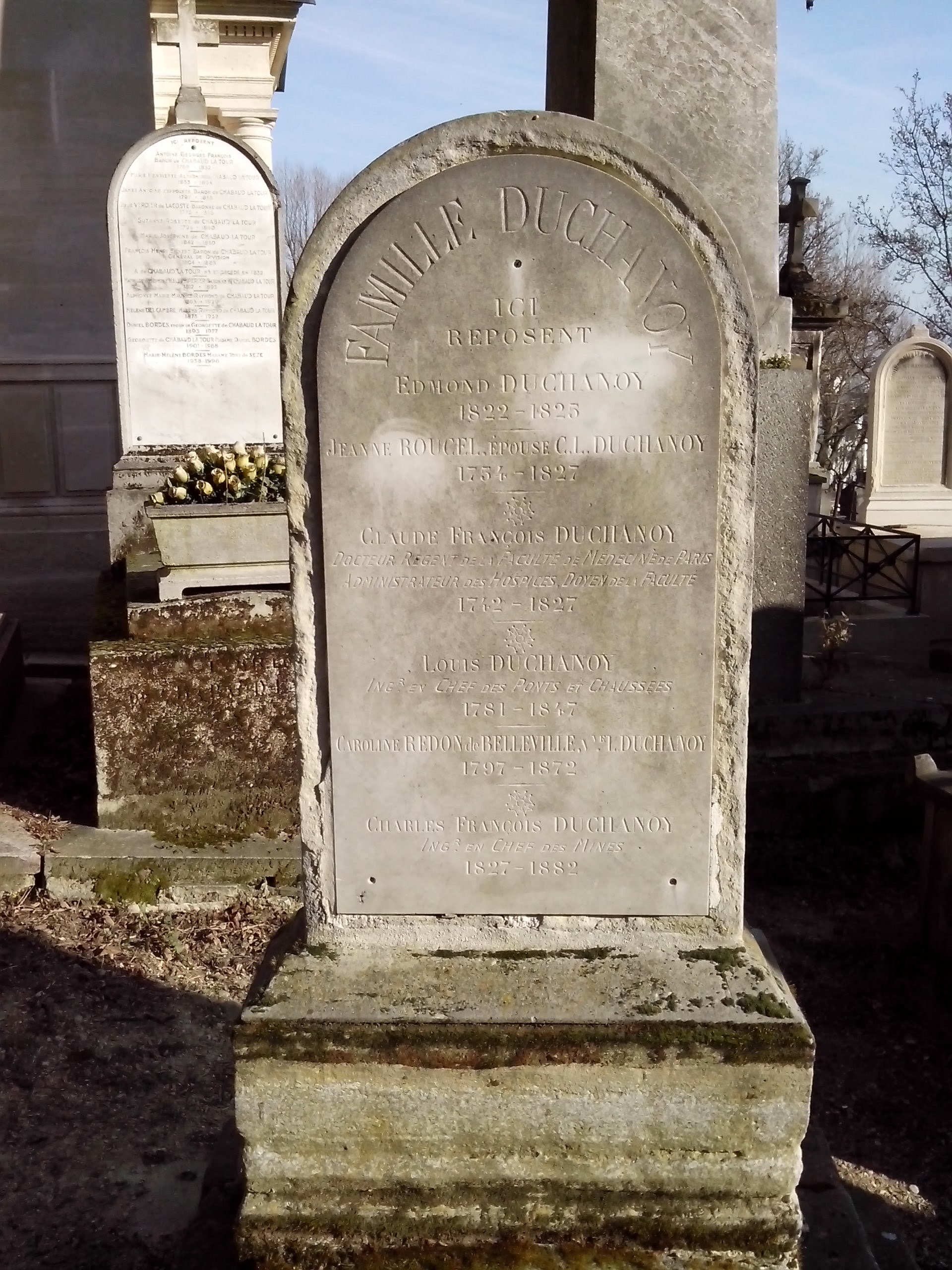
Tombe au cimetière du Père-Lachaise.

Louis Duchanoy épouse à Paris, le 12 février 1817, dans la mairie de l'ancien 2e, Caroline Redon de Belleville, fille de Charles Godefroy Redon de Belleville, baron de l'Empire, ancien consul à Livourne, ancien préfet, et d'Elisabeth Baës.
Ils ont quatre enfants :
- Hippolyte, polytechnicien, inspecteur des finances, maire de Châteaudun, qui épouse Juliette Culhät de Coreil.
- Edmond, mort à l'âge de trois ans.
- Nathalie, qui épouse Jérôme-Paul de Nompère de Champagny, 5e duc de Cadore, député, chambellan de Napoléon III, fils de Jean-Baptiste Nompère de Champagny
- Charles, polytechnicien, ingénieur en chef des mines, qui épouse Léopoldine Balagny, fille d'Auguste Balagny, notaire, maire de Batignolles-Monceau, et premier maire du 17e arrondissement.

Il est nommé capitaine de génie de la garde nationale parisienne, et à ce titre est fait chevalier de la Légion d'honneur le 26 octobre 1814.
Mis à la retraite le 1er juillet 1820, avec le grade d'ingénieur en  chef, il devient le 9 octobre 1820, adjoint au maire du 2e arrondissement, puis conseiller général de la Seine du 3 janvier 1828 jusqu'en 1830.
En 1828, il est membre de la Commission des finances et budgets, rapporteur de cette commission pour les Ponts et Chaussées ; en 1828 et 1829, membre de la Commission des améliorations.
Le 6 août 1830, il est nommé membre du Conseil municipal provisoire.
En décembre 1830, il fait partie de la commission « chargée de constater les titres de ceux qui ont droit à des indemnités par suite des évènements de juillet 1830 ».
Membre de l'Institut d'Égypte à Paris, membre de la Société de géographie en 1826.
Il achète en 1812 une maison à Paris, 3 rue de Hanovre, détruite lors du percement de l'avenue de l'Opéra.
Il achète en 1834 un bois à Collinance à Thury-en-Valois dans l'Oise pour y pratiquer sa passion de la chasse.
Il avait hérité de son beau-père le château de Bailly, situé au Sud du parc de Versailles, qu'il revend en 1836.
Il meurt le 29 juillet 1847 à Vichy, où il se faisait soigner, et il est inhumé le 10 août au Cimetière du Père-Lachaise (35e division) dans le caveau de ses parents.
Son portrait enfant, vers 2/3 ans a été exécuté par Greuze, un autre daté de 1792 et signé Lisa, peut-être exécuté par sa grand-mère maternelle, enfin un portrait le représente en tenue de chasseur, exécuté par Berthon, élève de David, en 1826.